# ویکتور آگالی
ویکتور آگالی (انگلیسی: Victor Agali؛ زادهٔ ۲۹ دسامبر ۱۹۷۸) بازیکن سابق فوتبال اهل نیجریه است که در پست مهاجم بازی‌ می‌کند.
وی در تیم ملی فوتبال نیجریه بازی کرده است.